# Xã Viola, Quận Jerauld, Nam Dakota
Xã Viola (tiếng Anh: Viola Township) là một xã thuộc quận Jerauld, tiểu bang Nam Dakota, Hoa Kỳ. Năm 2010, dân số của xã này là 38 người.